# Ассоциация независимых журналистов Вьетнама
Ассоциация независимых журналистов Вьетнама (вьет. Hội Nhà báo Độc lập Việt Nam) — объединение, созданное 4 июля 2014 года в Хошимине для независимых журналистов и изданий Вьетнама и реализации ими принципа гражданского общества. Ассоциация ставит своей целью помогать журналистам независимо от их принадлежности к определённому государству, независимой или государственной журналистике.
Ассоциация независимых журналистов Вьетнама не имеет правового статуса и не признана вьетнамским законодательством.

## История
Идея ассоциации возникла в Клубе свободных журналистов Дьё Кея (также известного, как Нгуен Ван Хай). После того, как эта организация была создана в 2007 году, Нгуен Ван Хай был привлечен к уголовной ответственности, и организация распалась. 
В интервью с журналистом Аускаром Сурбакти ABC TV 24 Australian 28 июля 2014 года, председатель ассоциации Фам Чи Зунг заявил: «Если бы во Вьетнаме была свобода прессы и свобода слова, необходимости в создании этого объединения не было бы. Эта ассоциация состоит из людей, которые хотят независимого голоса и критики неправильной политики правительства».

## Состав
На момент своего создания ассоциация насчитывала 42 члена с четырьмя отделениями, охватывающими три региона в стране и за рубежом. Позже 2 члена подали заявку о выходе. Вместе с количеством новых членов, в настоящее время ассоциация насчитывает 76 человек, из которых 11 находятся за границей.
Президент — журналист и сотрудник Радио «Свободная Азия» Фам Чи Зунг, курирующий деятельность ассоциации.
Постоянный вице-президент — журналист и священник Антон Ле Нгок Тхань, курировавший Южный Вьетнам и газетную страницу ассоциации. (позже вышел из ассоциации)
Вице-президент — журналист Нгуен Туонг Туи, курирующий Северный Вьетнам.
Вице-президент — журналист Буй Минь Куок, курирующий Центральный Вьетнам.
Официальный член ассоциации — журналист Нго Нхат Данг, отвечавший за Viet Nam Thoi Bao и Vietnam Times. (позже вышел из ассоциации)

## Деятельность
С момента своего создания Ассоциация независимых журналистов Вьетнама провела следующие мероприятия:
- Участие в семинаре «Негосударственные СМИ», организованном посольством Австралии в Ханое.
- Заявление № 2 в поддержку движения «Я хочу знать»[5].
- Выпуск Декларации о праве граждан баллотироваться на выборах[6].
- Прокламация о защите природного наследия Шондонга.

Также в ассоциации состоят три политика-самовыдвиженца: Буй Минь Куок из Далата, Нгуен Туонг Туи из Ханоя, Нгуен Ван Тхань из Дананга.

## Инциденты
28 июля 2014 года Ассоциация независимых журналистов Вьетнама выпустила уведомление № 2, что спустя 10 дней работы веб-сайт Viet Nam Thoi Bao, выступавшем официальным рупором ассоциации, был поврежден хакерами, что сделало его недоступным для большинства читателей. 
4 сентября 2014 года Совет директоров ассоциации выпустил уведомление № 5, согласно которому с 1 сентября 2014 года он не может контролировать страницу своей основной газеты Viet Nam Thoi Bao в Facebook, которую ведёт Нго Нхат Данг. Также в уведомлении было отмечено, что страница дочерней газеты ассоциации VNTB в Facebook, нарушает Устав ассоциации и противоречит тому, что было согласовано Советом директоров. Совет поручил Нго Нхат Дангу вести страницу основной газеты в Facebook с редакторской ответственностью.

## Задержания членов ассоциации
- 29 ноября 2019 года президент ассоциации Фам Чи Зунг был арестован за «изготовление, хранение, распространение или распространение информации, документов и предметов, направленных на противодействие Государству Социалистическая Республика Вьетнам» в соответствии со Статьёй 117 Уголовного кодекса Социалистической Республики Вьетнам[10].
- 24 мая 2020 года вице-президент ассоциации Нгуен Туонг Туи был арестован и заключен под стражу для расследования преступления «изготовление, хранение, распространение информации, документов и материалов в целях противодействия Государству Социалистическая Республика Вьетнам» в соответствии со Статьёй 117 Уголовного кодекса Социалистической Республики Вьетнам[11].
- 12 июня 2020 года власти Хошимина отправили в тюрьму Чи Хоа молодого члена ассоциации Ле Ху Минь Туана[12].

## Признание
Президент ассоциации Фам Чи Зунг и вице-президент Ле Нгок Тхань — двое из трех вьетнамских журналистов и блогеров, которых «Репортёры без границ» назвали «информационными героями» во Всемирный день свободы печати 2014 года.

## Критика
Газета Petrotimes сообщила, что Ассоциация независимых журналистов Вьетнама — это группа людей, скрывающихся в тени гражданского общества, с целью создания ассоциации для блогеров, замаскированных под сторонников демократии, для противостояния государству, основанному на «вдохновении Америкой» и «революционном жасминовом заговоре». 
Газета Quan Doi Nhan Dan раскритиковала эту организацию и назвала её «незаконно созданной».